# Joël Magnin
Joël Magnin (* 31. Mai 1971) ist ein ehemaliger Schweizer Fussballspieler und jetziger Fussballtrainer. Seine angestammte Position war das Mittelfeld, er war aber vielseitig einsetzbar und spielte auch schon Stürmer oder Verteidiger und trug zwischenzeitlich sogar die Captainbinde bei den Young Boys.
Nach der Saison 2006/07 beendete er seine Karriere und wurde Trainer der U21-Mannschaft des BSC Young Boys. In der Saison 2019/20 war er Trainer von Neuchâtel Xamax. Anfang bis Mitte 2021 übernahm er den Co-Trainer-Posten beim FC Zürich unter Massimo Rizzo. 2022 wurde er wieder Trainer der U21-Mannschaft des BSC Young Boys.
Nach der Entlassung von Raphael Wicky Anfang März 2024 übernahm Magnin die Young Boys als Interimstrainer bis zum Saisonende. Nachdem der neue Cheftrainer Patrick Rahmen im Oktober 2024 freigestellt worden war, übernahm Magnin erneut interimistisch das Traineramt bis Ende Jahr.